# F.O.A.D.
F.O.A.D. è il dodicesimo album in studio del gruppo musicale black metal norvegese Darkthrone, pubblicato il 24 settembre 2007 dalla Peaceville Records.
Musicalmente il disco prosegue il discorso iniziato con il precedente The Cult Is Alive, aumentando le influenze punk e NWOBHM.
L'album è stato pubblicato in edizione super jewel case, in clambox con un poster di Fenriz e in un'edizione limitata con un poster e varie foto della band. Il disco ha visto la partecipazione di Czral degli Aura Noir, che ha eseguito l'assolo di chitarra in Church of Real Metal e ha cantato come voce addizionale in Wisdom of the Dead.

## Tracce
1. These Shores are Damned – 5:04
2. Canadian Metal – 4:44
3. The Church of Real Metal – 4:36
4. The Banners of Old – 4:40
5. Fuck Off and Die – 3:52
6. Splitkein Fever – 4:45
7. Raised on Rock – 3:27
8. Pervertor of the 7 Gates – 4:25
9. Wisdom of the Dead – 4:43

## Formazione
- Nocturno Culto – chitarra, basso, voce
- Fenriz – batteria, voce in Canadian Metal, Fuck Off and Die, Raised on Rock e Pervertor of the 7 Gates

### Altri musicisti
- Czral – assolo di chitarra in Church of Real Metal, voce di accompagnamento in Wisdom of the Dead

### Crediti[3][4]
- Trine Paulsen 	- layout
- Kim Sølve - layout
- Dennis Dread - artwork
- Fenriz - note, missaggio
- Nocturno Culto - missaggio, produzione
- Marius Jacobsen - fotografia
- Niten - fotografia